# Софі Адлерспаре
Софі Карін Софі Адлерспаре (швед. Carin Sophie Adlersparre; нар. 6 липня 1823 — пом. 27 червня 1895) — шведська феміністка, журналістка, редакторка, піонерка руху за права жінок у Швеції. Обстоювала жіночу освіту та працевлаштування. Засновниця і редакторка першого скандинавського часопису для жінок «Журнал для дому» (Tidskrift för hemmet) і двох організацій: Handarbetets vänner (займалася виробництвом і розробкою текстильних виробів) і Асоціації Фредріки Бремер (Fredrika Bremer-förbundet, перша організація із захисту прав жінок). Одна з двох перших жінок, які стали членкинями державного комітету Швеції. Як журналістка відома під псевдонімом Ессельд.

## Життя
Софі отримала домашню освіту, а потім провела два роки в одному з кращих пансіонатів для дівчат у Стокгольмі. У 1868 році вона вступила в шлюб з аристократом Алексом Карін Софі Адлерспаре і стала мачухою п'ятьох його дітей. Чоловік підтримував її роботу з проведення соціальних реформ.
Карін Софі Карін Софі Адлерспаре була шанувальницею творчості шведської письменниці і феміністки Фредрики Бремер, а також подругою феміністки Розалі Олівекруна, завдяки чому зацікавилася феміністичними темами. На той час у Швеції, завдяки роману Фредрики Бремер Carrol, вже почалося громадське обговорення жіночих прав, що призвело до скасування опікунства над неодруженими жінками і створення першої державної школи для жінок.

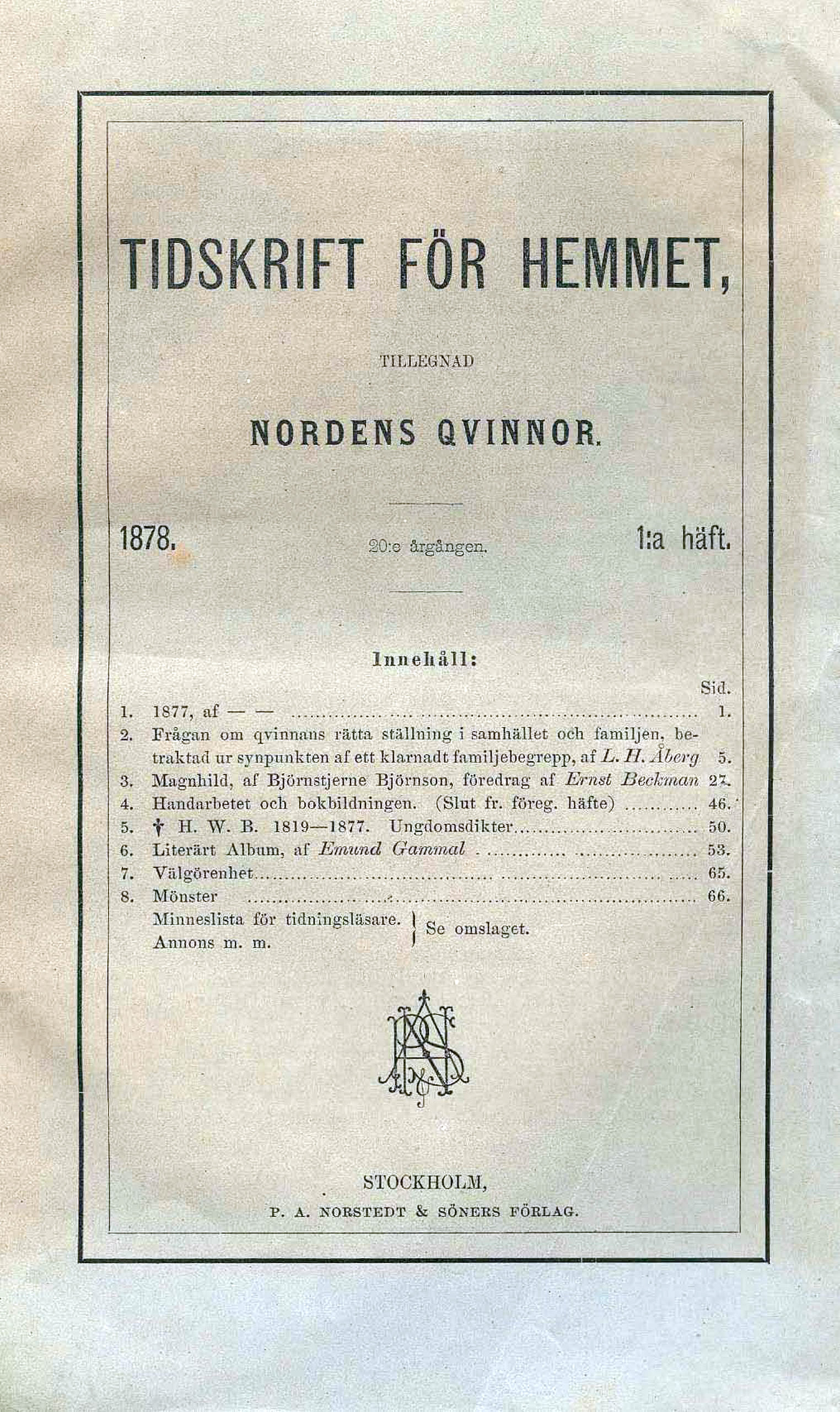
Обкладинка Tidskrift för hemmet, 1878 рік

## Перший феміністичний журнал
У 1859 році Карін Софі Адлерспаре та Оліверкуна заснували перший в Скандинавії часопис для жінок Tidskrift för hemmet, який відразу став популярним. Фінансову підтримку видання надавала аристократка і господиня салону Фредріка Лімнелл. Часопис став першим постійним майданчиком для обговорення жіночих прав, гендерних ролей і фемінізму в Швеції. Розалі та Софі ділили посаду головної редакторки аж до 1868 року, коли Розалі вирішила покинути часопис. Софі продовжила його видавати вже без подруги. Як журналістка Софі стала відома під псевдонімом Ессельд (Esselde).
У 1886 році «Tidskrift för hemmet» був закритий і замінений на новий успішний жіночий часопис під назвою Dagny, в якому Софі також працювала головною редакторкою з 1886 по 1888 роки. Цей часопис випускався «асоціацією Фредрики Бремер», засновницею якої була сама Софі Карін Софі Адлерспаре.

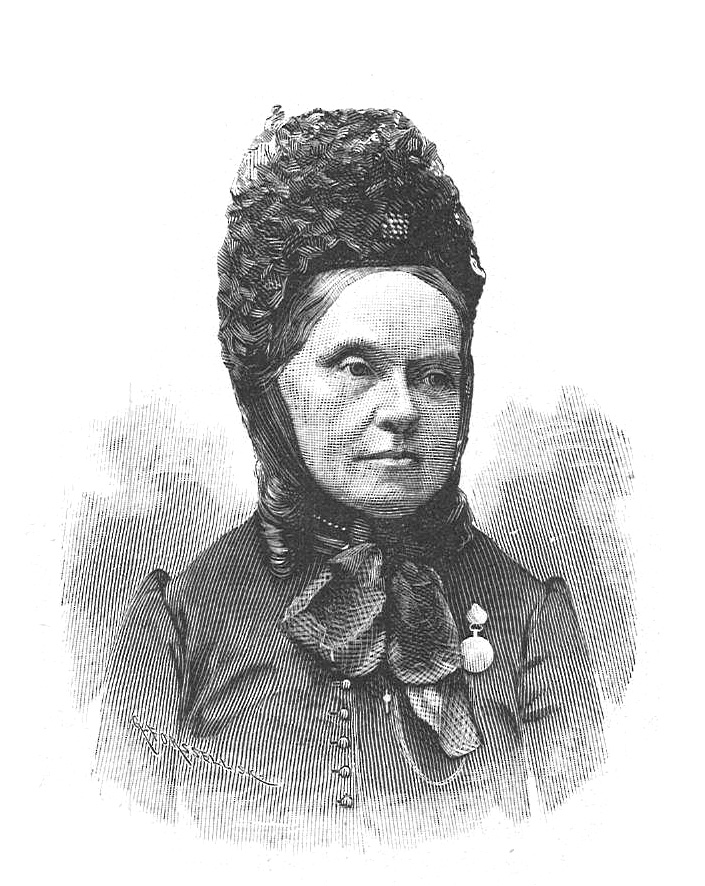
Софі Карін Софі Адлерспаре, 1892 рік

## Боротьба за жіночу освіту
Софі Адлерспаре не фокусувала свою увагу лише на боротьбі за виборчі права для жінок, попри те, що в Швеції жінки не могли голосувати аж до 1862 року. Пріоритетом її була освіта жінок і робота, яка дозволила б жінкам бути фінансово незалежними. Вона говорила: «Жінкам потрібна робота, а роботі потрібні жінки».
У 1862 році вона організувала вечірні курси для жінок, щоб дати їм професійну освіту. Наступного року вона відкрила секретарськк бюро, яке стало успішним кадровим агентством. Ще через рік, натхненна своєю майбутньою невісткою, художницею Софією Адлерспаре, вона надіслала петицію до парламенту Швеції з вимогою надати жінкам право на навчання в Королівській академії вільних мистецтв нарівні з чоловіками. На той момент жінки в Королівській академії могли вивчати тільки спеціальні дисципліни, і, попри те, що Софія була успішною художницею, її не приймали до академії. Її петиція призвела до дебатів у парламенті і, нарешті, до реформи 1864 року, яка дозволила жінкам навчатися в Академії нарівні з чоловіками.
У 1866 році Адлерспаре заснувала «Стокгольмську кімнату для читання» (Stockholms läsesalong), яка стала безкоштовною бібліотекою для жінок і дозволила збільшити рівень жіночої освіченості та професіоналізму. Метою безкоштовної бібліотеки, за словами Адлерспаре, було надання жінкам можливості «продовжити самоосвіту і розширити свій кругозір».
Софі Адлерспаре активно сприяла просуванню жіночої освіти не тільки тому, що хотіла бачити більше жінок у професійній сфері, але й тому, що хотіла, аби жінки стали більш активними у суспільстві в цілому. «Чим більше ми бажаємо і очікуємо від жіночої участі в реформації суспільства, тим важливіше, щоб вони були добре підготовлені», — говорила вона. У цей період часу було здійснено багато реформ у сфері освіти для жінок. У 1865 році Софі Адлерспаре стала членкинею шкільного комітету для дівчаток, який був призначений урядом для проведення дослідження і проведення реформ, спрямованих на поліпшення системи жіночої освіти. Це був перший державний комітет, членкинями якого стали жінки: Софі Адлерспаре і Гільда Каселі.

## Подруги рукоділля
У 1874 році Софі Адлерспаре, спільно з мисткинею-феміністкою Ганною Тенгелін-Вінге, заснувала організацію «Подруги рукоділля» (Handarbetets vänner) і головувала в ній до 1887 року. Організація навчала жінок дизайну одягу та роботи з текстилем, а також виробництва і розробки передових текстильних виробів. «Подруги рукоділля» були організовані з метою підвищення якості, а тим самим і статусу жіночої рукодільної роботи, яка на той час була важливим джерелом доходів жінок, вимушених самостійно заробляти на життя.
Софі Адлерспаре брала участь у літературному житті Швеції. У тому числі вона фінансово підтримувала письменницю Сельму Лагерлеф під час її роботи. А в останні роки свого життя Адлерспаре працювала над написанням біографії Фредрики Бремер, але не встигла закінчити її.

## Асоціація Фредрики Бремер
Можливо, Софі Адлерспаре найбільш відома тим, що заснувала асоціацію Фредрики Бремер (Fredrika Bremer-Förbundet) — першу організацію із захисту прав жінок у Швеції. Асоціація була створена у 1884 році і названа на честь письменниці Бремер, прихильницею якої була Адлерспаре. Пост голови Асоціації був формально зайнятий Гансом Гільдебрандом, оскільки Адлерспаре вважала, що організацію сприйматимуть набагато серйозніше, якщо її очолить чоловік. Однак насправді головуючою була сама Адлерспаре, вона обіймала цю посаду до своєї смерті в 1895 році. Також вона вважала, що участь чоловіків у боротьбі за рівність досить важлива. Метою організації була «робота над здоровим і спокійним прогресом у підйомі жінок як морально і інтелектуально, так і суспільно й економічно».